# احمد نخشبی
احمد نخشبی رهبری نهضت اسماعیلیان را در فرارود در دست داشت. او در کوششهای خود برای گسترش اندیشهٔ اسماعیلی کامیابی‌های بسیاری به دست آورد چنان‌که بسیاری از بزرگان سامانی بدو پیوستند، در این میان می‌توان از کسانی چون «حاجب کل» یا همان منشی ویژهٔ امیر و همچنین از رئیس دیوان گنجوری (خزانه) نام برد. کار بدانجا کشید که امیر نصر سامانی نیز به مکتب ایشان پیوست.
گرایش امیر نصر به اسماعیلیه واکنش غلامان ترک متعصب - که گارد نگهبانان امیر را در بر می‌گرفتند - و روحانیان سنی را برانگیخت تا به اندیشهٔ براندازی وی بیافتند. گرچه توطئهٔ براندازی آشکار و رهبر ترکان دسیسه‌پرداز سرش را بر باد داد، ولی امیر نصر به ناچار کناره‌گیری کرد و فرزندش نوح را به جای خویش بر تخت نشاند. امیر نوح سامانی، نخشبی را به مناظره با فقیهان اسلامی گمارد که در این مناظره نخشبی شکست خورد. سرانجام او را گرفتند و در میدان شهر بخارا به دار آویختند. یارانش تن بیجان او را از دار ربودند. از این پس سرکوبی ایشان در سنجش با گذشته بیش گرفت، پیروان این گروه همه جا زیر شکنجه و آزار و مرگ گذارده شدند و این آغاز پنهانی شدن روند پویه‌های اسماعیلیه بود.